# Đường tỉnh 226
Đường tỉnh 226 hay tỉnh lộ 226, viết tắt ĐT226 hay TL226, là đường tỉnh ở huyện Bình Gia, tỉnh Lạng Sơn, Việt Nam.

## Tuyến đường
Đường tỉnh 226 bắt đầu từ ngã tư trên Quốc lộ 1B và Quốc lộ 279 ở thị trấn Bình Gia, huyện Bình Gia 21°57′09″B 106°22′34″Đ / 21,952486°B 106,376054°Đ.
Đường qua xã Minh Khai. Tại thôn Văn Mịch, xã Hồng Phong ĐT226 có cầu vượt sông Bắc Giang.
ĐT226 đi tiếp qua các xã Đề Thám, Kim Đồng và đến thị trấn Thất Khê, huyện Tràng Định thì nối vào Quốc lộ 4A.22°15′18″B 106°28′27″Đ / 22,255106°B 106,474251°Đ
Trên tuyến có các đèo:
- Đèo Pác Nàng (thị trấn Bình Gia), Đèo Khau Phụ ở giáp ranh xã Tô Hiệu và xã Minh Khai [3], km 5,3 21°59′28″B 106°23′37″Đ / 21,991038°B 106,393741°Đ và Đèo Khau Hương giáp ranh với huyện Tràng Định

## Chỉ dẫn
- Tại tỉnh Thái Bình có Đường tỉnh 226 từ thời Pháp thuộc, nay đổi lại là Đường tỉnh 453 [4].